# Синиша Златковић
Синиша Златковић (Смедерево, 16. април 1934) је бивши југословенски и српски фудбалер који је играо на позицији одбрамбеног играча, а наступао је за репрезентацију Југославије на Свјетском првенству у фудбалу 1950. године. Такође је играо и за београдску Црвену звезду.